# Сорокино (Рыбинский район)
Соро́кино — деревня Шашковского сельского округа в Назаровском сельском поселении Рыбинского района Ярославской области .
Деревня расположена в окружении лесов на левом берегу реки Сороки, правого притока Колокши, в одном из наиболее удаленных районов Назаровского сельского поселения. Напротив, на другом берегу Сороки — деревня Варварино, через которую идет основная связь деревни с внешним миром. Примерно в 2 км на юг от Варварино на правом берегу Колокши - деревня Борзово. Во всех названных деревнях постоянных жителей не числится. Ближайшие населенные пункты с постоянным населением удалены примерно на 5 км — Шестовское на юго восток и Титовское на юго-запад. Выше по течению Сороки, на расстоянии отколо 5 км в северном направлении населённых пунктов нет вплоть до бассейна реки Ухра, где находится Арефинское сельское поселение .
На 1 января 2007 года в деревне не числилось постоянных жителей . Деревня обслуживается почтовым отделением Ераково. Число обслуживаемых домов в деревне не указано .